# Font del Magre
La Font del Magre és una font de l'antic terme de Sant Serni, actualment pertanyent al municipi de Gavet de la Conca. És dins del territori del poble de Sant Serni.
Està situada a 731 m d'altitud, a llevant del poble, al vessant nord-occidental de la Serra del Magre.